# Der Angriff der Gegenwart auf die übrige Zeit
Der Angriff der Gegenwart auf die übrige Zeit (englischer Titel The Assault of the Present on the Rest of Time) ist ein westdeutscher Film von 1985. Das Drehbuch schrieb Alexander Kluge; er führte auch Regie. Der komplette Film wurde in Frankfurt am Main gedreht. Der Arbeitstitel des Films lautete Unheimlichkeit der Zeit. In Frankreich heißt der Film L'attaque du présent sur le temps qui reste. Ein alternativer englischer Titel ist The Blind Director.

## Inhalt
Kluge erzählt in diesem Episoden-Film, der dokumentarisches und inszeniertes Material verschiedenster Art verwertet, Geschichten rund um die Realitäten der Menschen, Medien und Maschinen im Wandel der Zeit. Episodenhaft wird von einer polnischen Hausmeisterfamilie erzählt, die Bestände einer Filmproduktion vor den einfallenden Deutschen schützen will. Eine andere Episode erzählt von einem blinden Regisseur, der mit fantasiereicher Bildgewalt die Oper Falstaff verfilmt. In weiteren Episoden geht es unter anderem um eine Ärztin, die von einer Maschine ersetzt wird, verfilmte Szenen einer Theateraufführung von Tosca, übereinander kopierte Stummfilm-Sequenzen.

## Auszeichnungen
Beim Deutschen Filmpreis 1986 gewann der Film ein „Filmband in Silber“ in der Kategorie „Weitere programmfüllende Filme“. Er war weiterhin nominiert für das „Filmband in Gold“ in der Kategorie „Outstanding Feature Film“ (Kairos-Film).
Die Deutsche Film- und Medienbewertung FBW in Wiesbaden verlieh dem Film – dem 28. Film von Kluge – das Prädikat besonders wertvoll und bezeichnete ihn in der Begründung als „philosophisch bohrenden, doch auch kaleidoskopischen spannenden Films“.

## Rezeption
Helmut Schödel kommentierte 1985 in der Zeit: „Das Kino steht für Kluge auf der Kippe: zwischen 19. und 21. Jahrhundert, über dem Abgrund unserer Gegenwart, vor der es sich retten soll. Sonst macht es demnächst die Klippe hinunter und ist Müll.“
Der Fischer Film Almanach 1986 lobte die „treffsicher-ironische Montage und die feinsinnig ausgeklügelten Kommentare“ dieses den „Zeit-Begriff“ zerlegenden und neu zusammensetzenden Films. Montage und Kommentare würden „die ironische Klammer der einzelnen Puzzle-Teile“ bilden. Am Ende stünde noch eine „bitterböse Persiflage“.